# قایم‌موشک (فیلم ۱۹۷۲)
قایم موشک (انگلیسی: Hide and Seek) یک فیلم درام بریتانیایی به کاگردانی دیوید ایدی محصول سال ۱۹۷۲ است.

## بازیگران
- پیتر نیوبی در نقش Keith
- گری کمپ در نقش Chris
- آیلین فلچر در نقش Beverley
- رابین آسکویت در نقش Fake Police Constable
- راجر ایوون در نقش First workman
- ریچارد کولمن در نقش Police sergeant
- فرانسس کوکا در نقش Mrs. Dickie
- روی دوتریس در نقش Mr. Grimes
- لیز فریزر در نقش Audrey Lawson
- گادفری جیمز در نقش Police Constable Dickie
- آلن لیک در نقش Lorrimer
- دیوید لاج در نقش Baker
- آلفرد ماکرز در نقش Butcher
- ترنس مورگان در نقش Ted Lawson
- جانی شنون در نقش Wykes
- برنارد اسپیر در نقش Fruit Vendor
- گراهام استارک در نقش Milkman